# Разговор на оном свету између Макијавелија и Монтескејеа
„Разговор на оном свету између Макијавелија и Монтескејеа” је југословенски ТВ филм из 1990. године. Режирао га је Дејан Ћорковић а сценарио је написала Олга Савић по тексту Морис Золиа.

## Улоге
| Глумац       | Улога             |
| ------------ | ----------------- |
| Рада Ђуричин | Николо Макијавели |
| Олга Савић   | Монтескје         |